# Alberto Fabra Foignet
Albert Fabra i Foignet (Buenos Aires, 1920-Perpiñán, 14 de octubre de 2011) fue un pintor y grabador español.

## Biografía
Hijo de madre francesa y padre catalán, pasó su infancia en Gerona y posteriormente se fue a vivir a Barcelona en 1923. Formó el primer grupo de pintores de la vanguardia de posguerra en Cataluña con Ramon Rogent i Perés y los hermanos J. Fín y Javier Vilató (sobrinos del artista Pablo Picasso), con los cuales se marchó a París (Francia) al finalizar la Segunda Guerra Mundial, gracias a una beca del Instituto Francés.
En París, Fabra se instaló en el taller del escultor Pablo Gargallo, que le había cedido la viuda del artista, integrándose completamente en la vida artística parisina. Con los años, abandonó su etapa poscubista dejando así atrás el estilo que tenía en común con Fín y Vilató, al tiempo que trasladó su taller al barrio de Belleville, en París, donde vivió más de 20 años. En 1985, dejó París y se estableció en Perpiñán y en Puerto de la Selva. 

Murió a los 91 años en el Hospital de Perpiñán.
« "Mon faux sobrino" »

Pablo Picasso

## Exposiciones destacadas
1943 - Galerías Reig de Barcelona.
1945 - Galerías Reig de Barcelona.
1952 - Galería Breteau de París
1965 - Galería Motte, rue de Bonaparte, París
También presentó exposiciones individuales en Suiza, Barcelona (1971), Luxemburgo, Worms (1972), Düsseldorf (1974), etc.
La mediateca de Perpiñán expone del 20 de marzo al 26 de abril una retrospectiva de la obra del pintor catalán, Alberto Fabra i Foignet, en el marco de la programación de Perpiñán capital de Cultura catalana 2008.
La Fundació Valvi de Gerona ha organizado dos exposiciones que cubrirán las principales etapas de Fabra Foignet. En la primera exposición se presentará la obra realizada en los años que van desde su llegada a París hasta 1970, un período eminentemente figurativo en el que Fabra exploró diversas formas y temáticas. La segunda exposición estará íntegramente dedicada a la década de los 70, etapa en la que su interés por la abstracción le condujo a practicar la versión más rigurosa posible en la forma de una pintura cinética u óptica que podemos vincular a las prácticas pictóricas más radicales de la época.